# Pontedassio
Pontedassio (ligur nyelven O Pontedasce) egy olasz község a Liguria régióban, Imperia megyében.

## Földrajz
A község a Imperiától 7 km-re, az Impera folyó mentén helyezkedik el.

## Látnivalók

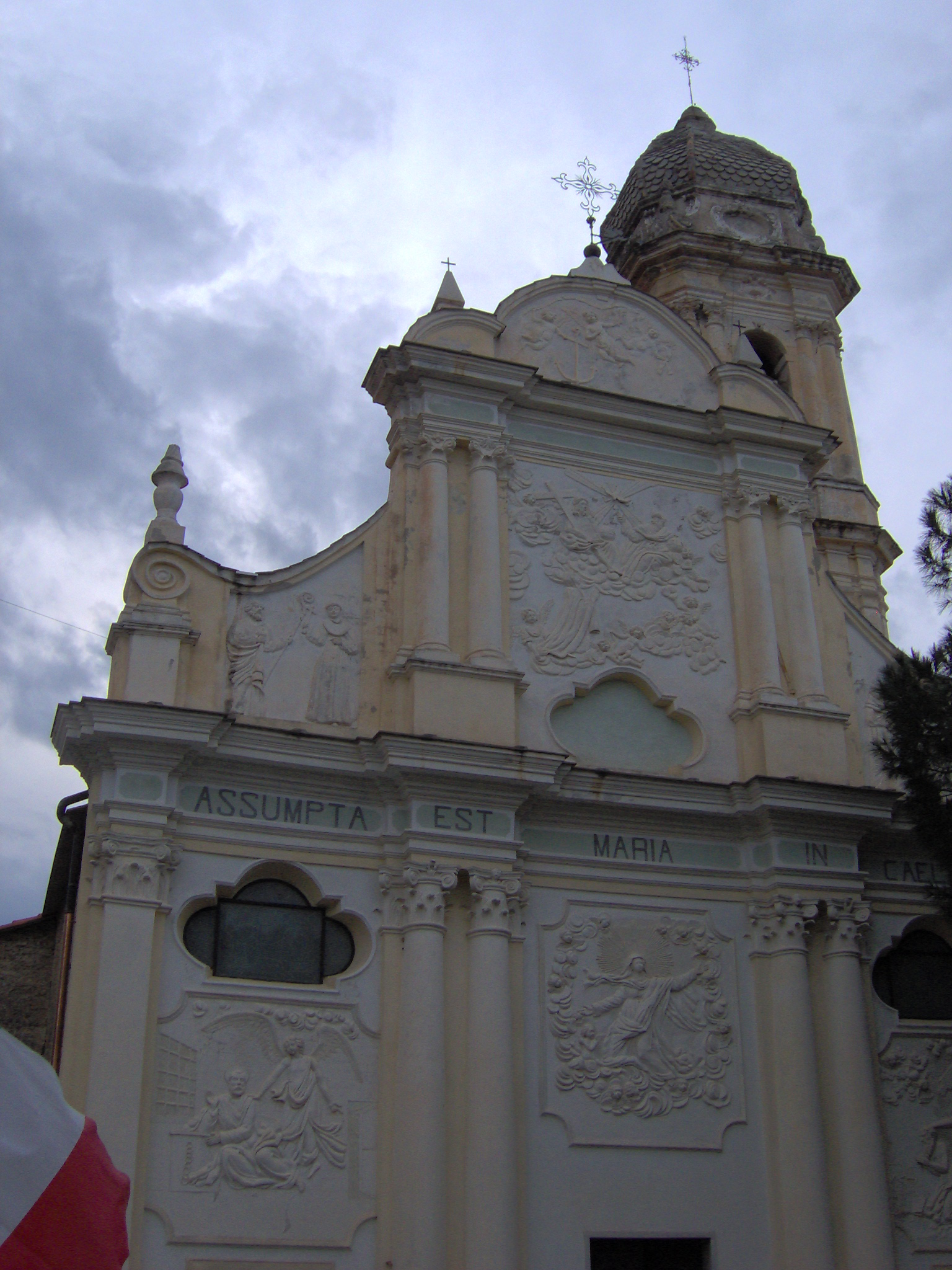
Santa Maria Assunta templom

- Santa Margherita d'Antiochia templom: épült 1880-ban, belsejében egy 16. századi triptichon
- Madonna della Neve templom
- Santuario di San Carlo Borromeo

## Gazdaság
A fő  bevételi forrás a mezőgazdaság, azon belül az olivatermelés.

## Közlekedés
Pontedassio nem rendelkezik közvetlen autópálya-összeköttetéssel, de az A10 autópálya  Imperia Est  lehajtójáról elérhető. A településhez legközelebb eső vasútállomás Imperia-Oneglia a Ventimiglia – Genova vonalon .

## Galéria

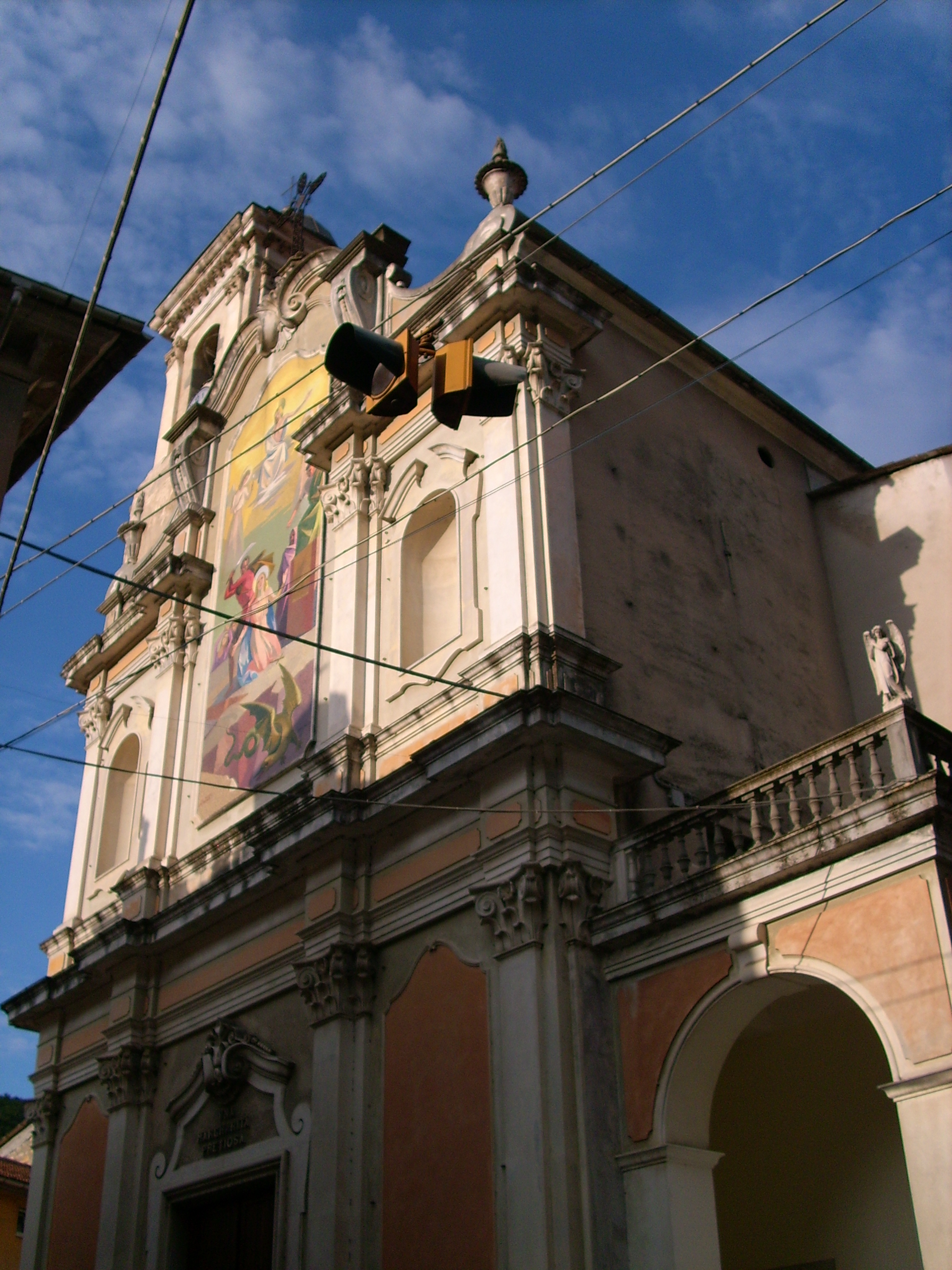
A plébániatemplom
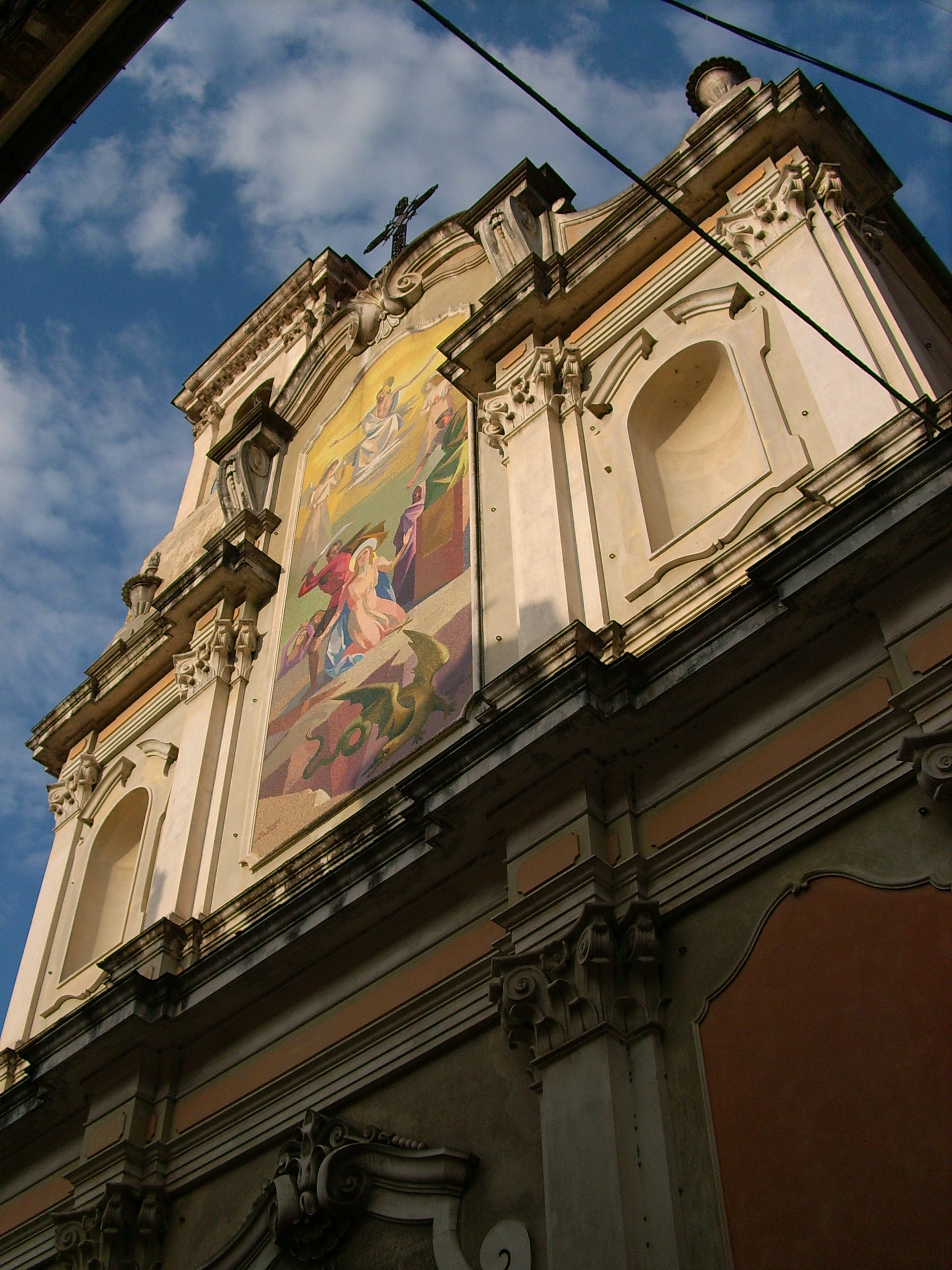
A templom homlokzata
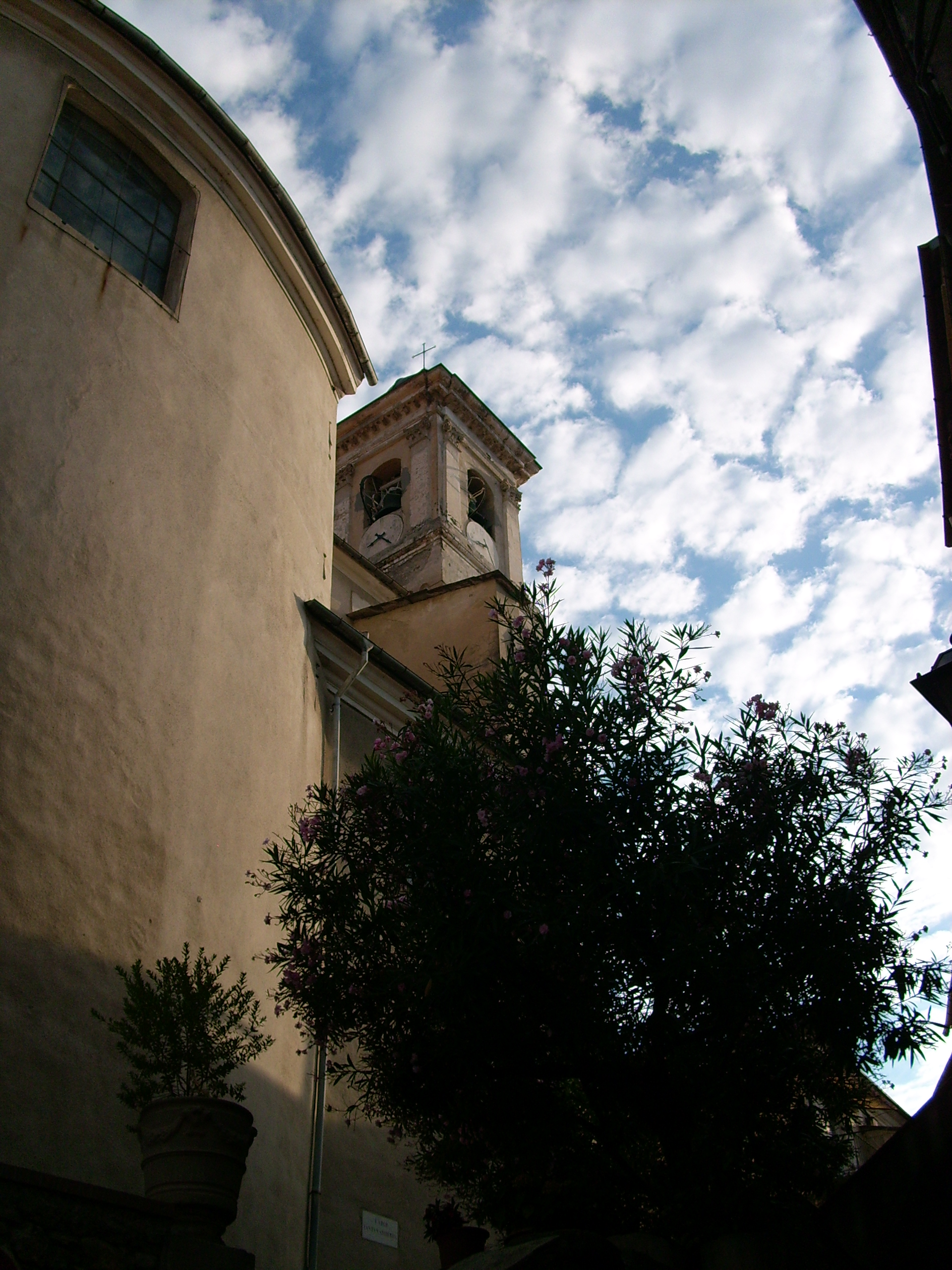
A harangtorony
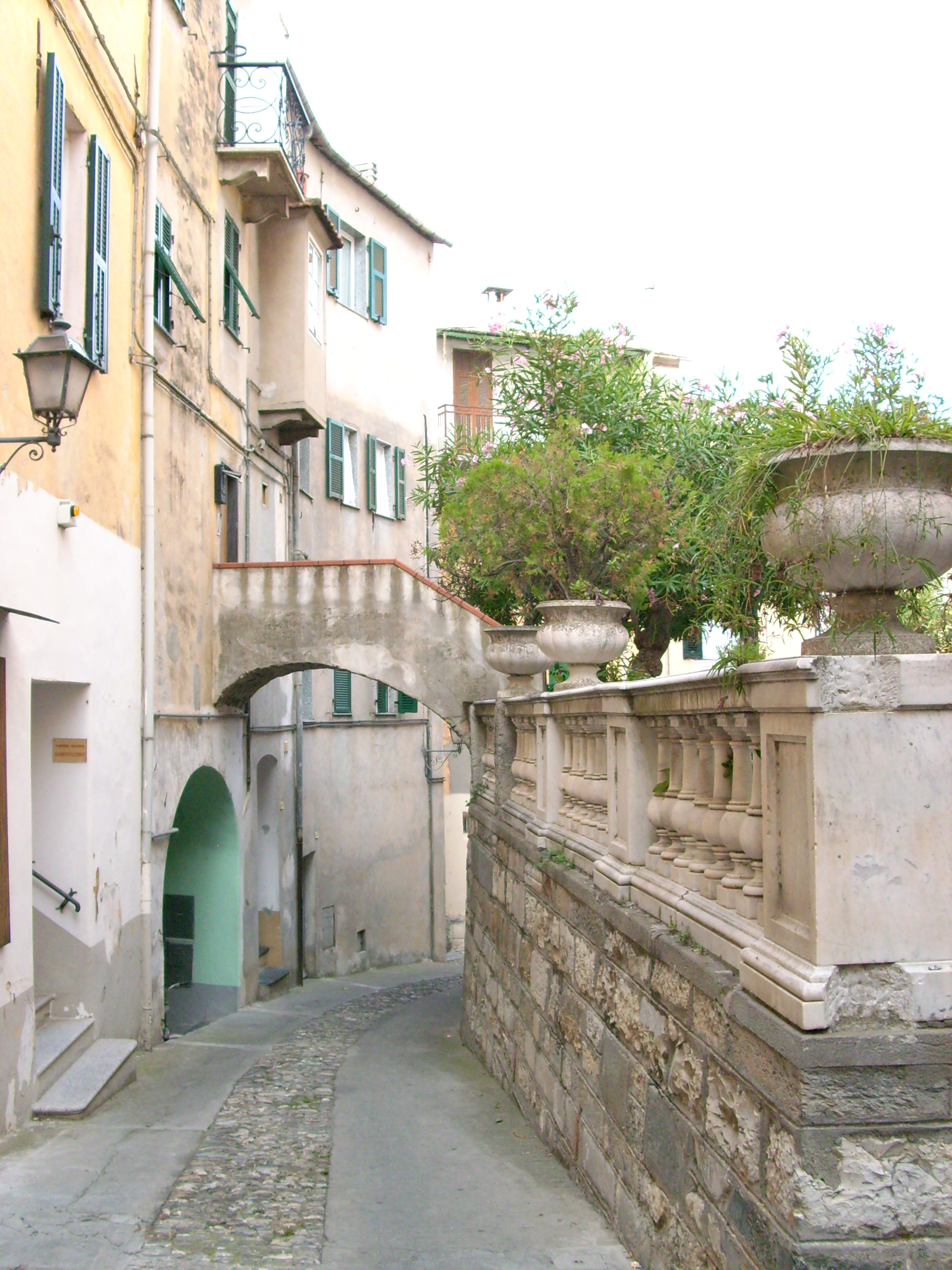
Történelmi városközpont
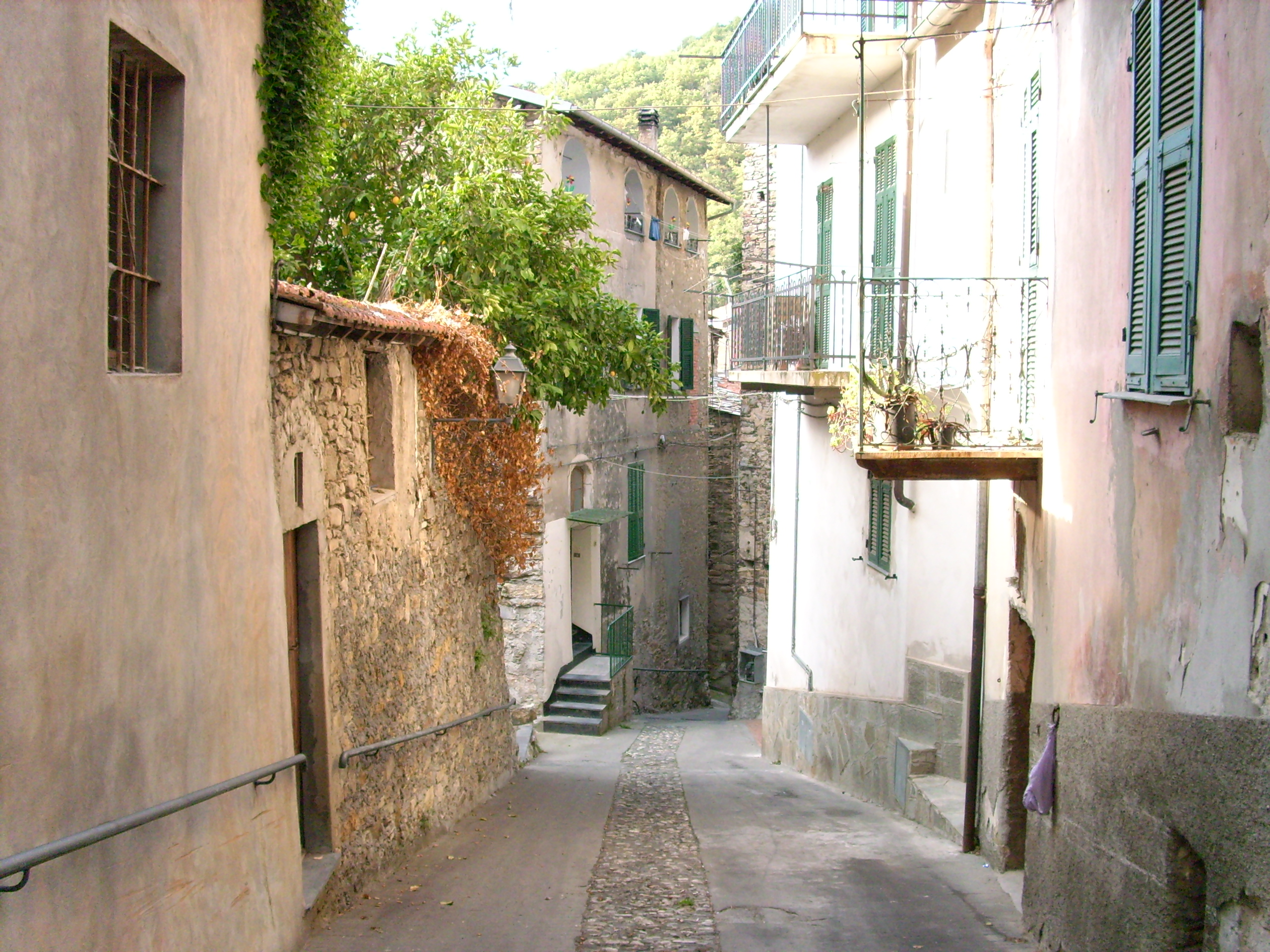
Történelmi városközpont

## Fordítás
- Ez a szócikk részben vagy egészben  a   Pontedassio című olasz Wikipédia-szócikk fordításán alapul.  Az eredeti cikk szerkesztőit annak laptörténete sorolja fel. Ez a jelzés csupán a megfogalmazás eredetét és a szerzői jogokat jelzi, nem szolgál a cikkben szereplő információk forrásmegjelöléseként.